# Робърт Макнамара
Робърт Стрейндж Макнамара (на английски: Robert Strange McNamara, 9 юни 1916 – 6 юли 2009) е президент на компанията „Форд“ (1960), американски министър на отбраната (1961 – 1968) по време на Карибската криза и Виетнамската война и президент на Световната банка (1968 – 1981).

## Ранен живот и семейство
Роден е в Сан Франциско, Калифорния, където баща му е бил управител по продажбите на компания за търговия на едро с обувки. Второто му име Стрейндж идва от моминското име на майка му. Той посещава гимназията Пиемонт в Пиемонт, Калифорния, където през 1933 г. става президент на момчешки клуб. През 1937 г. завършва Университета в Бъркли, Калифорния със специалност икономика, втора специалност математика и трета специалност философия. През 1939 г. придобива магистърска степен по бизнес администрация от Харвардския университет.
Жени се за ученическата си любов Маргарет Крейг през 1940 г. Раждат им се 2 дъщери и син. През 1960-те години Маргарет Макнамара започва най-голямата програма за увеличаване на грамотността в САЩ Reading Is Fundamental. Тя умира през 1981 г. от рак.
През септември 2004 г. Макнамара се жени за Диана Масиери Бифийлд, италианка по произход. За нея това е втори брак, след като е живяла в САЩ повече от 40 години и мъжът ѝ е починал.

## Ранна кариера
След придобиване на магистърската си степен Макнамара работи 1 година за счетоводната фирма „Прайс Уотърхаус“ в Сан Франциско. През август 1940 г. се завръща в Харвард като преподавател в Стопанския факултет, където става най-младият и най-добре платеният доцент за времето си. В Харвард участва в програма за обучение на офицери от ВВС на САЩ в използването на аналитични методи и през 1943 г. влиза в армията със звание капитан, като прекарва остатъка от Втората световна война в Службата за статистически контрол. Сред основните му задачи е да оценява ефективността на американските бомбардировачи, особено на ескадрилите „B-29“, изпълняващи мисии на Япония, командвани от генерал-майор Къртис Лемей от Марианските острови. Напуска активна военна служба през 1946 г. с чин подполковник и медал „Легион за заслуги“.
През 1946 г. под влиянието на полковник Чарлс „Текс“ Торнтън Робърт Макнамара става служител на компанията „Форд“. Заедно с други офицери от войната те успяват да прекратят загубите и административния хаос в компанията чрез въвеждане на модерно планиране, организация и управление на контрола на качеството. Макнамара започва работа като управител по планиране и финансов анализ и бързо се издига в йерархията на компанията. Сред нововъведенията, приложени с участието на Макнамара, е масовото монтиране на предпазни колани. На 9 ноември 1960 г. Робърт Макнамара става първият президент на компанията „Форд“ извън семейството на Хенри Форд. Получава похвали за приноса си за възстановяването и разрастването на „Форд“ след войната.

## Министър на отбраната
Новоизбраният президент Джон Ф. Кенеди най-напред предлага поста на министър на отбраната на бившия министър Робърт Ловет. Ловет отказва и препоръчва Макнамара. Кенеди предлага на МакНамара да стане министър на финансите или на отбраната само 5 седмици, след като Макнамара става президент на компанията „Форд“. След обсъждане със семейството си Макнамара се съгласява да стане министър на отбраната, въпреки че това означава голямо понижаване на заплатата му.
Макар и без специална подготовка, Макнамара бързо учи и поема активна роля в управлението, по собствените му думи „да осигурява агресивно ръководство, да задава въпроси, да предлага алтернативи, да определя цели и да стимулира прогреса.“ Политиката, следвана от Макнамара, е зададена от президента Кенеди в словото му пред Конгреса на 28 март 1961 г. Кенеди отхвърля концепцията за първи удар и подчертава нуждата от достатъчно стратегически оръжия, за да се възпре Съветският съюз от нападение над САЩ. Американските въоръжени сили трябва винаги да бъдат под граждански контрол. Основната мисия на американските сили в чужбина, в сътрудничество със съюзниците им, е „да се предотврати методичното подкопаване на Свободния свят чрез ограничени войни“. Макнамара решава през 1961 г. да увеличи способността за водене на ограничени, конвенционални войни, т. нар. „гъвкав отговор“, като по този начин се отхвърля политиката на президента Дуайт Айзенхауер, която се съсредоточава върху ответен ядрен удар. Администрацията на Кенеди отделя особено внимание на създаването на специални части за водене на война срещу партизански сили, каквито са използвани от комунистически национални движения, като това в Южен Виетнам, където са изпратени военни инструктори. Макнамара се стреми да съкрати разходите за отбрана чрез закриване на военни бази и прекратяване или сливане на оръжейни проекти, но увеличаването на разходите вследствие на Виетнамската война неутрализира ефекта от спестяванията. Макнамара създава Отбранителната разузнавателна агенция, която е поставена под контрола на министъра на отбраната, а не на Генералния щаб.

### Международни кризи
Макнамара подкрепя пред президента Кенеди десанта на 1500 на кубински изгнаници, обучени от ЦРУ по програма, започната от президента Айзенхауер, в Залива на прасетата, Куба през април 1961 г. Групата е разбита и пленена от войските на Фидел Кастро. Напускайки поста на министър на отбраната през 1968 г., Макнамара казва, че провалът на тази операция е можело да бъде предвиден и че най-голямата му грешка е била да я подкрепи. В Изпълнителния комитет, свикан по времето на Карибската криза, той подкрепя решението на президента Кенеди да наложи „карантина“ на Куба, вместо да заповяда бомбардиране и нахлуване на острова, както са искали военните, сред които и началникът на ВВС Къртис Лемей.
Макнамара определя нахлуването на 24 000 американски войници в Доминиканската република през 1965 г. в отговор на опит за революция като успешен тест на „готовността и способността на американските въоръжени сили да подкрепят външната политика на САЩ.“

### Ядрен и ракетен арсенал
Основна цел за министър Макнамара е поддържането на ядрен арсенал, достатъчен за ответен удар срещу Съветския съюз, който би унищожил 20 – 25% от съветското население и 50% от индустрията. Той увеличава пропорцията на стратегически бомбардировачи, готови да излетят за 15 минути от 25% на 50%, намалявайки по този начин уязвимостта им от ракетна атака. Макнамара подчертава нуждата да се намалят цивилните жертви, но негов опит да се свалят градовете от списъка с цели е срещнат със съпротива поради страх, че това ще промени баланса на „взаимноосигуреното унищожение“.
Макнамара ускорява производството и въвеждането на междуконтинентални балистични ракети с твърдо гориво LGM-30 Minuteman и на ракетите за изстрелване от подводници UGM-27 Polaris и до 1966 г. сваля от въоръжение старите ракети с течно гориво Atlas и Titan I. До напускането му САЩ са разположили 54 ракети Titan II, 1000 ракети Minuteman и 656 ракети Polaris на 41 подводници. Към края на мандата си Макнамара се противопоставя на разполагането на антибалистичен ракетен щит в САЩ, твърдейки, че той ще бъде много скъп (поне 40 млрд. долара) и в крайна сметка неефикасен, защото СССР ще увеличи ракетния си арсенал, за да компенсира. След като се разбира, че СССР вече работи върху подобен щит, Макнамара се съгласява на разработването на „тънък“ щит, но и до края не вярва, че САЩ трябва да се движат в тази посока. Той вярва, че гаранция за сигурността може да бъде само балансът на „взаимноосигуреното унищожение“.

### Виетнамска война
По време на администрацията на Кенеди се увеличава броят на военни съветници в Южен Виетнам, първоначално изпратени там от администрацията на Айзенхауер, от 500 на 17 000. Линдън Джонсън е преизбран за президент през 1964 г. През август 1964 г. военноморските сили на САЩ съобщават, че са били нападнати от северновиетнамски кораби в залива Тонкин. Президентът на САЩ Джонсън заповядва бомбардиране на цели в Северен Виетнам, а Конгресът упълномощава президента да „вземе всички необходими мерки да отблъсне всяко нападение срещу американски сили и да предотврати по-нататъшна агресия“.
През февруари 1965 г. Джонсън заповядва бомбардиране на Северен Виетнам и разполагане на сухопътни сили за война срещу виетконгските отряди, ескалирайки по този начин Виетнамската война. Планът на Макнамара води до увеличаване на броя на американските войници до 485 000 към края на 1967 г. до 535 000 души през юни 1968 г. Броят на американските жертви също расте, като при напускането на Макнамара през февруари 1968 г. броят на убитите е надхвърлил 25 000. Макнамара въвежда статистическа стратегия, чиято цел и мярка за успех е броят на убитите виетконгски бойци.
Макнамара посещава Виетнам многократно, за да следи обстановката отблизо. Въпреки че е сред архитектите на войната, той постепенно става скептичен за това дали войната може да бъде спечелена чрез продължителното бомбардиране на Северен Виетнам и увеличаването на броя на американските войници в Южен Виетнам и в крайна сметка се противопоставя на изпращане на нови войски в страната. Препоръката на Макнамара през ноември 1967 г. да се спре бомбардирането на Северен Виетнам, да не се изпращат повече американски войници и сухопътната война да се прехвърли изцяло на южновиетнамските сили е отхвърлена без колебание от президента Джонсън. Препоръката на Макнамара всъщност е признание, че американската стратегия се е провалила. На 29 ноември той обявява, че ще подаде оставка, а президентът Джонсън го номинира за президент на Световната банка. Робърт Макнамара се оттегля от поста на 29 февруари 1968 г. Президентът Джонсън го награждава с Ордена на свободата и Ордена за особени заслуги. Макнамара е най-дълго служилият министър на отбраната на САЩ.
Робърт Макнамара твърди, че не си спомня дали е участвал във вземането на решение за използване на оранжевия агент – химикал, произвеждан от компанията „Дау Кемикъл“, който е използван за обезлистване на джунглите във Виетнам. От неговите ефекти впоследствие страдат много виетнамци и американски войници.
Според Макнамара основната мотивация за Виетнамската война е била теорията на доминото, според която победата на комунистите във Виетнам би довела до разпространяване на комунизма и в други страни. Макнамара твърди, че неговата лична мотивация е била лоялността му към решенията на президента Джонсън, и вярва, че ако президентът Кенеди е бил жив, е щял да изтегли американските войски от Виетнам вместо да започне война там.
На 29 септември 1972 г. пътник на борда на ферибота за Мартас Винярд, Масачузетс разпознава Макнамара и се опитва да го хвърли през борда. Макнамара отказва да повдигне обвинение. Мъжът остава анонимен, но години по-късно е интервюиран от автора Пол Хендриксън, който го цитира да казва: „Аз само исках да се противопоставя на Макнамара заради Виетнам“.

## Президент на Световната банка
Робърт Макнамара е президент на Световната банка от април 1968 г. до юни 1981 г. По време на управлението му банката се реорганизира и значително се разраства. Китайската народна република става пълноправен член през 1980 г. Макнамара прокарва план за увеличаване на кредитите за развитие под формата на здравни, земеделски и образователни проекти, като общият размер на кредитите, отпуснати от Световната банка, нараства от 1 млрд. за 1968 г. на 13 млрд. долара за 1981 г. Прилага подобрени методи за оценяване на ефективността на проектите. Персоналът на банката нараства от 1600, когато заема поста, на 5700 души, когато го напуска. Сред основните проблеми, с които се заема Макнамара, е ръстът на населението. Първото финансиране, отпуснато от банката за семейно планиране, е през 1970 г. в Ямайка. Друг проект, започнат от Макнамара, е за профилактика на речна слепота.
Световната банка отпуска стипендия на името на Робърт Макнамара.

## След Световната банка
През 1982 г. Макнамара и няколко други бивши служители от областта на националната сигурност призовават САЩ да обещаят да не използват първи ядрени оръжия в Европа. Впоследствие той предлага премахването на ядрените оръжия като елемент на отбранителната поза на НАТО. Неговите мемоари, публикувани през 1995 г., представят Виетнамската война от негова гледна точка. На книгата се гледа като опит за извинение за неговата роля във войната, но той също е критикуван, че прехвърля вина на други хора и се изобразява като противник на войната, вместо като неин архитект.
Макнамара критикува американската война в Ирак през 2003 г. На 5 януари 2006 г. заедно с останалите живи министри на отбраната и държавни секретари се среща с президента Буш, за да обсъди войната в Ирак.

## Документален филм
The Fog of War: Eleven Lessons from the Life of Robert S. McNamara (Мъглата на войната: единайсет урока от живота на Робърт С. Макнамара) е филм издаден през 2003 г., режисиран от Еръл Морис, състоящ се главно от интервюта с Робърт Макнамара и архивни кадри. Филмът получава наградата Оскар за документално кино през 2004 г., 